# كورتيس هاسي جريج
كورتيس هاسي جريج هو صحفي ومدرس ومحامي وسياسي أمريكي، ولد في 9 أغسطس 1865 في آدامزبرغ في الولايات المتحدة، وتوفي في 18 يناير 1933 في غرينسبورج في الولايات المتحدة. نشط حزبياً في الحزب الديمقراطي. وقد انتخب عضو مجلس النواب الأمريكي ‏.